# فلرنسکی (دهانه)
فلرنسکی یک دهانه برخوردی در ماه‌ است.